# Masteria tayrona
Espèce
Masteria tayrona est une espèce d'araignées mygalomorphes de la famille des Dipluridae.

## Distribution
Cette espèce est endémique du département de Cesar en Colombie,. Elle se rencontre vers San Sebastián de Rábago.

## Description
Le mâle holotype mesure 3,67 mm et la femelle paratype 5,51 mm.

## Publication originale
- Passanha & Brescovit, 2018 : On the Neotropical spider subfamily Masteriinae (Araneae, Dipluridae). Zootaxa, no 4463(1), p. 1-73.